# Johan Galtung

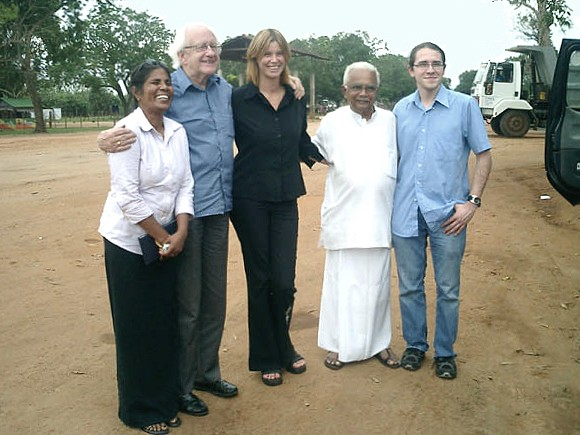
Johan Galtung, al doilea din stânga, în Kilinochchi

Johan Galtung (n. 24 octombrie 1930, Oslo, Norvegia – d. 17 februarie 2024, Comuna Bærum, Akershus, Norvegia) a fost un sociolog norvegian și pionier în teoretizarea studierii conflictului.
A primit Premiul Nobel Alternativ în 1987.